# Kungsljuskapuschongfly
Kungsljuskapuschongfly, Cucullia verbasci är en fjärilsart som beskrevs av Linnaeus 1758. kungsljuskapuschongfly ingår i släktet Cucullia, och familjen nattflyn, Noctuidae. Sedan 2015 är arten listad som Starkt hotad, EN, i Sverige, enligt den svenska rödlistan Det är en höjning av hotbedömningen jämfört med tidigare rödlista som listade den som sårbar, VU. Arten förekommer sparsamt i Kalmar län, Östergötland samt i Stockholmsregionen och tillfälligt även på Öland. Tidigare populationer i Skåne och Blekinge anses utgångna. Artens livsmiljö är öppna ruderatmarker exempelvis längs vägar och övergivna banområden där värdväxterna (ljust kungsljus och flenört) finns i solexponerade lägen. I viss mån finns arten också i odlingslandskap och på strandängar med liknande förhållanden för värdväxterna. Inga underarter finns listade i Catalogue of Life,

## Bildgalleri

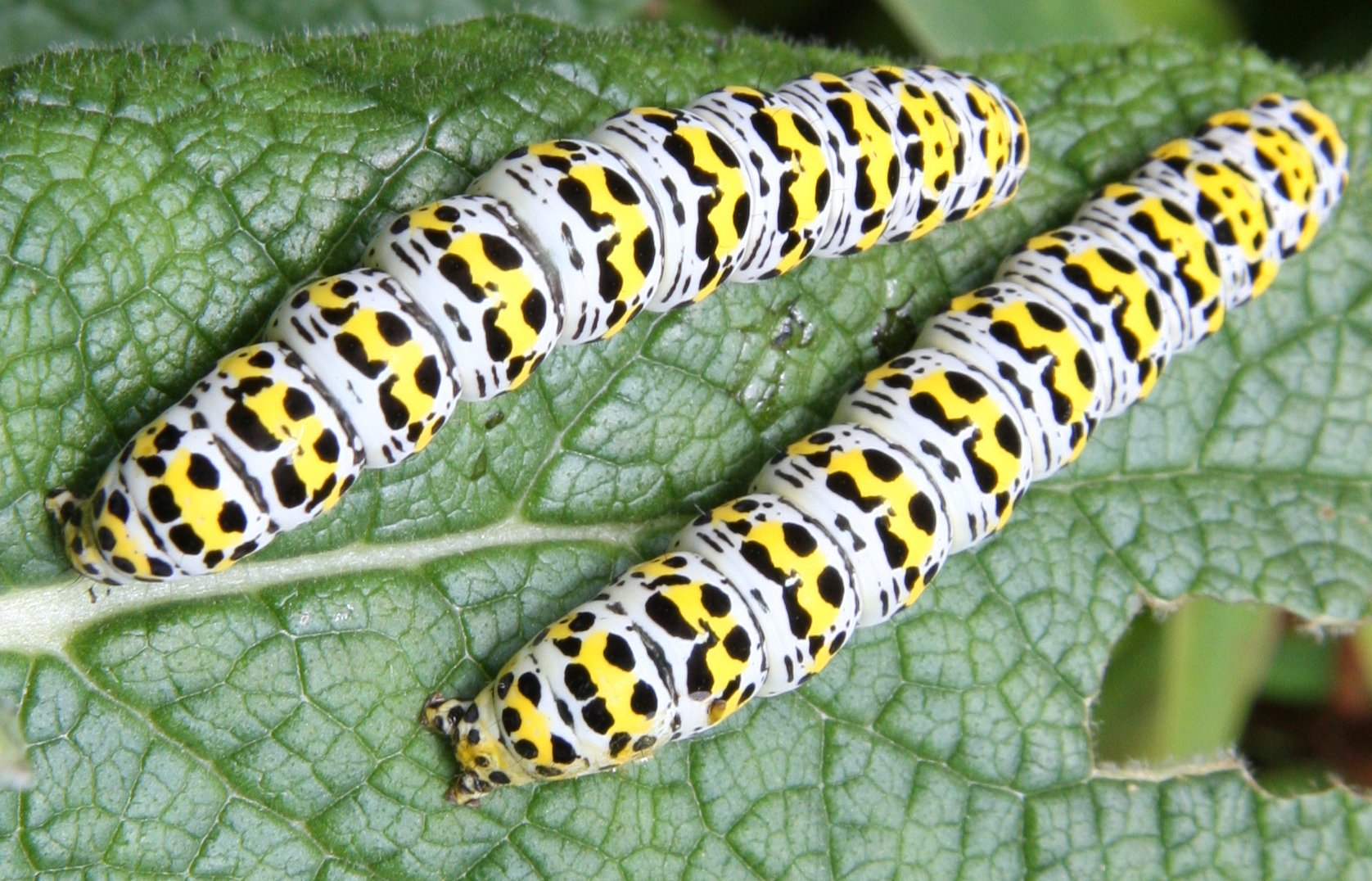
Fjärilens larv
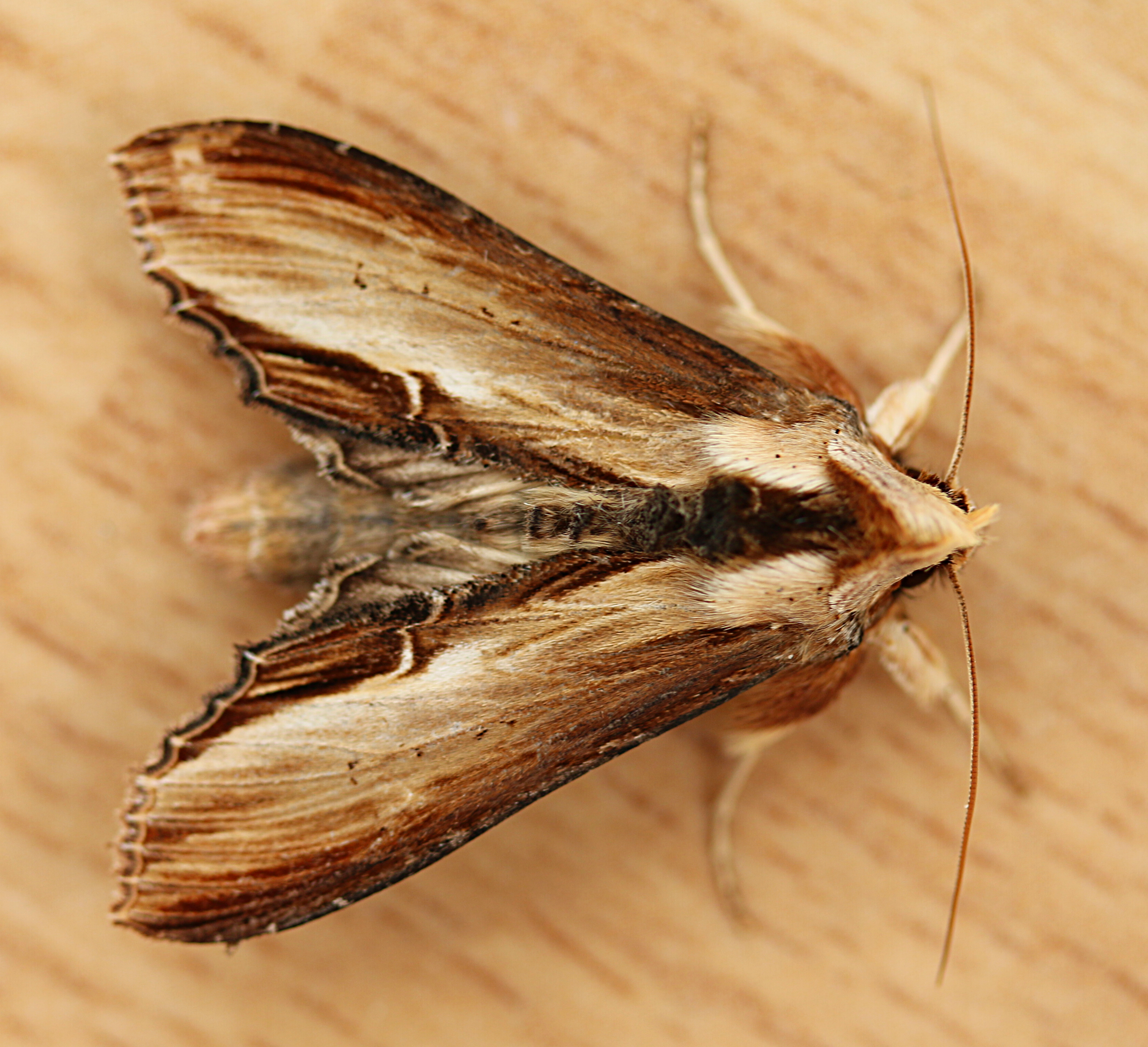
Imago fjäril
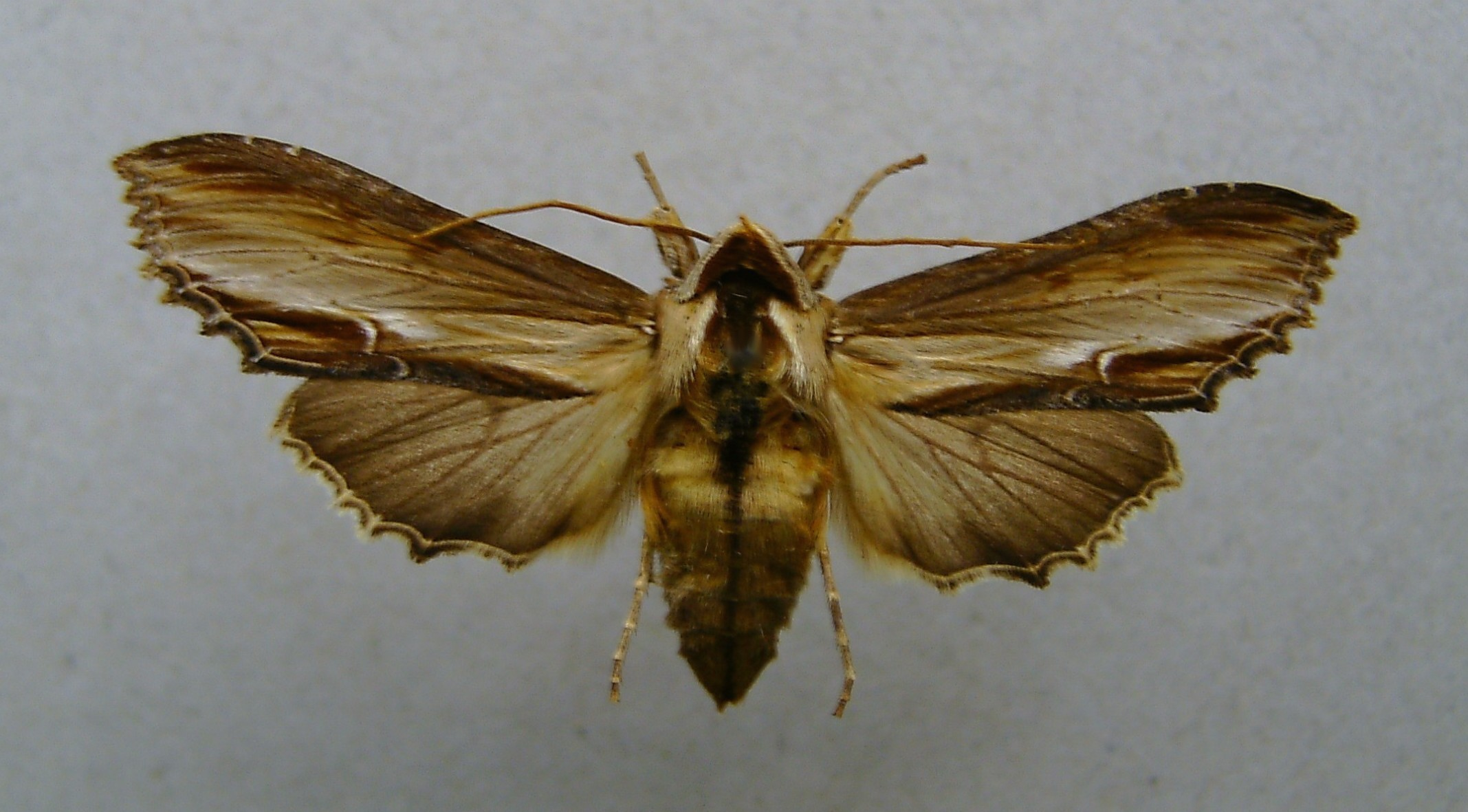
Preparerad (uppnålad) imago fjäril